# Rokietnica (stacja kolejowa)
Rokietnica – stacja kolejowa we wsi Rokietnica, w województwie wielkopolskim, w Polsce. Według klasyfikacji PKP ma kategorię dworca lokalnego.

## Ruch pasażerski
| Rok  | Wymiana pasażerska na dobę |
| ---- | -------------------------- |
| 2017 | 500-19                     |
| 2022 | 700-999                    |
| 2023 | 1 200                      |

Od 2023 stacja obsługiwana jest m.in. przez składy Poznańskiej Kolei Metropolitalnej. Wcześniej dokonano przebudowy dworca i okolic i utworzenia zintegrowanego węzła przesiadkowego. Elewację nowego budynku dworcowego wykonano z blachy kortenowej i szkła. Zadaszony peron od strony wsi jest jednocześnie dworcem dla podmiejskiej komunikacji autobusowej. Zbudowano także parking na 150 miejsc ze stacją ładowana samochodów elektrycznych i postój taksówek. Węzeł uzupełnił przebudowany układ drogowy z rondem. Koszt inwestycji wyniósł 33 miliony złotych (21 milionów pochodziło z Europejskiego Funduszu Rozwoju Regionalnego).